# Джон Робърт Селски
Джон Робърт Селски (на английски: John Robert „J.R.“ Celski) е американски състезател по шорттрек.
Печели бронзов медал на зимните олимписки игри във Ванкувър на разстояние 1500 метра. На същото разстояние Аполо Антон Оно печели сребърния медал. Джей Ар Селски има също така 2 златни, 1 сребърен и два бронзови медала от световни шампионати.
Баща му е от полски произход, докато майка му е филипинка. Едва 12-годишен, през 2002 година той наблюдава Аполо Антон Оно на олимпийските игри и решава да стане състезател по шорттрек. Шест месеца преди олимпийските игри по време на квалификации той претърпява тежко нараняване, когато дясната му кънка се врязва в левия му крак. След операция и 60 шева той се завръща на трасето.